# 建弥阿久良命
建弥阿久良命（たけみあくらのみこと、生没年不詳）は、古墳時代の豪族で初代大分国造。

## 概要
『先代旧事本紀』「天孫本紀」では、尾張氏（尾張国造）の祖である建斗米命の子に置かれ、高屋大分国造の祖とされている。

## 系譜
『先代旧事本紀』「天孫本紀」によれば、父は建斗米命で、兄弟に健宇那比命、建田背命、建多乎利命、建麻利尼命、建手和邇命、宇那比姫命がいるとされる。